# Kupplungsring (Fotografie)
Ein Kupplungsring wird in der Fotografie dazu verwendet, um zwei Objektive über ihre Filtergewinde zu verbinden. Diese Methode stellt eine kostengünstige Alternative zu Makroobjektiven dar, um vergleichbare Vergrößerungsmaßstäbe zu erreichen.
Wenn beim Aufbau einer fotografischen Grundausrüstung Makroobjektive nicht zu den ersten Anschaffungen gehören, lassen sich auf diese Art mit zwei vorhandenen Objektiven und einem relativ preiswerten Kupplungsring Makroaufnahmen erstellen und insbesondere ältere manuelle Objektive und auch solche von Fremdherstellern, die mit dem verwendeten Kamerasystem nicht kompatibel sind, lassen sich weiterverwenden. Das objektseitige Objektiv wirkt wie eine Nahlinse, wobei es in der Regel eine bessere optische Leistung liefert. Sämtlich Objektiveinstellungen erfolgen über das hintere (kameraseitige) Objektiv, Einstellungen am vorderen (objektseitigen) Objektiv haben keinerlei Auswirkungen (Ausnahme: die Blende sollte maximal geöffnet sein).

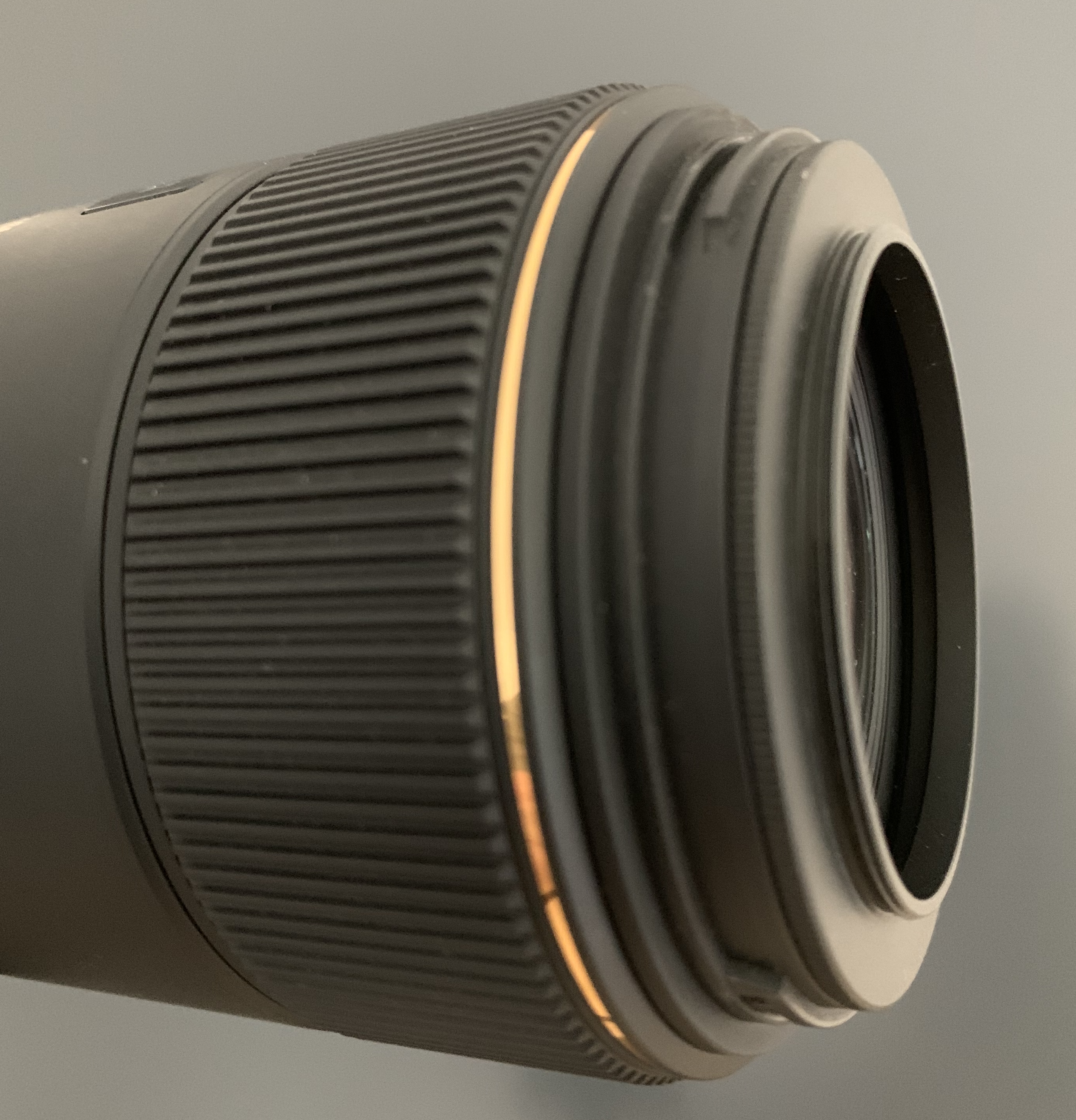
Kameraseitiges Objektiv mit Kupplungsring

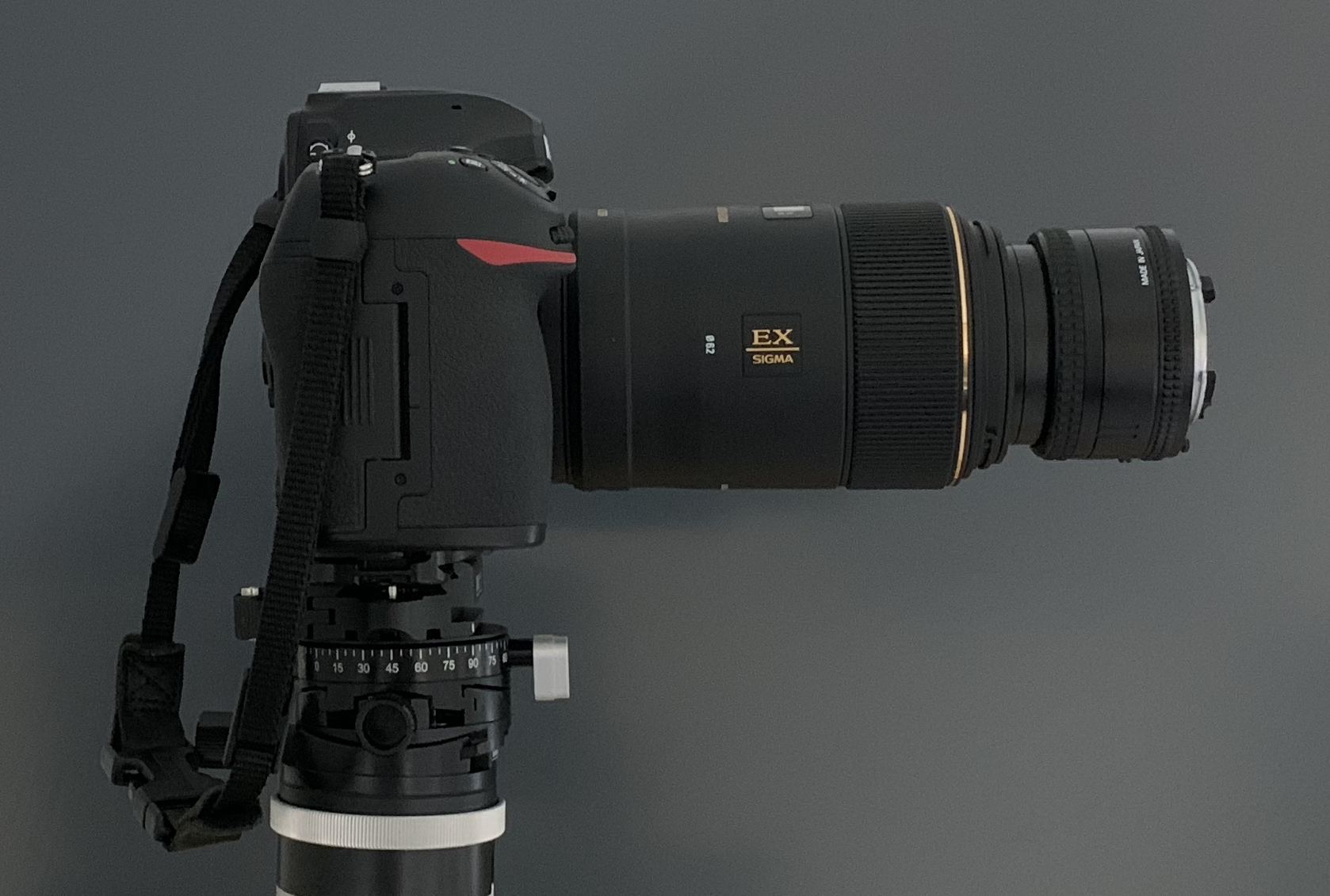
Kamera mit den beiden Objektiven, die durch den Kupplungsring verbunden sind.

Einige Erfahrungen und Empfehlungen zur Makrofotografie mit Kupplungsringen lauten:
- Objektive mit fester Brennweite gegenüber Zoom-Objektiven sollten bevorzugt werden.
- Ist die Öffnung des objektseitigen Objektivs kleiner als die des kameraseitigen Objektivs, sind Vignettierungen möglich. Die Blende des vorderen Objektivs sollte maximal geöffnet sein.
- Der erreichbare Abbildungsmaßstab M ist das Verhältnis der Brennweite des kameraseitigen Objektivs zur Brennweite des objektseitigen Objektivs (im Bildbeispiel: kameraseitig f=105 mm, objektseitig f=35 mm, M=3:1)
- Da das vordere Objektiv nur durch die Filtergewinde gehalten wird, sollte es nicht zu groß und schwer sein.

Der Kupplungsring unterscheidet sich vom Retroring (Umkehrring) dadurch, dass er zwei Außengewinde für die Filtergewinde der Objektive besitzt, während der Retroring ein Außengewinde für den Filter und einen Anschluss an das Kamerabajonett besitzt.